# Dolní Bezděkov
Pour les articles homonymes, voir Bezděkov.
Dolní Bezděkov (en allemand : Besdiekau) est une commune du district de Chrudim, dans la région de Pardubice, en République tchèque. Sa population s'élevait à 226 habitants en 2022.

## Géographie
Dolní Bezděkov se trouve à 2 km à l'ouest du centre de Hrochův Týnec, à 7 km à l'est de Chrudim, à 12 km au sud-est de Pardubice et à 105 km à l'est de Prague.
La commune est limitée par Vejvanovice au nord, par Hrochův Týnec à l'est, par Nabočany au sud, et par Kočí à l'ouest.

## Histoire
La première mention écrite de la localité date de 1318.

## Transports
Par la route, Dolní Bezděkov se trouve à 8 km de Chrudim, à 14 km de Pardubice et à 134 km de Prague. 